# 大原俊弘
大原 俊弘（おおはら としひろ、1969年10月25日 - ）は、日本の実業家。日本都市の創業者。

## 概要
昭和44年、埼玉県三郷市生まれ。東海大学中退。
平成10年1月、道路区画線設置会社、（有）日本都市ラインを設立し代表取締役となる。
平成15年5月、（有）日本都市ラインを組織変更し、社名を（株）日本都市とする。
平成18年12月、関連会社、日本都市ライン（株）を設立。
平成22年8月、マハラジャの商標を取得するとほぼ同時期に関連会社、日本都市プロダクション（株）を設立する。
日本都市プロダクション（株）は、平成22年11月にグランドオープンしたマハラジャ六本木の運営にあたっている。

## 所属団体（2014/12現在)
- 船橋東ロータリークラブ（会長）
- 千葉中小企業同好会（船橋支部幹事長）
- 船橋法人会（総務委員長）
- 千葉土建一般労働組合（千葉PAL会長）
- 船橋商工会議所（会員）
- 船橋建設業協同組合（会員）
- 全国標識表示協会（会員）
- 建設業労働災害防止協会（会員）
- 船橋市観光協会（会員）
- 北船橋工業会（会員）
- 船橋市倫理法人会（会員）
- NPO法人環境を考える市民の会（理事）
- まるごみ船橋（実行委員長）
- エステシティ船橋管理組合（理事）
- ふなばし海老川親水市民まつり（実行委員長）
- YOSAKOI船橋（実行委員長）